# 関谷春子
関谷 春子（せきや はるこ、1984年1月18日 - ）は、日本の女優・歌手。東京都出身。身長160cm、血液型はO型。慶應義塾大学文学部、東宝ミュージカルアカデミー(2期生)卒業。クリオネ所属。
宮澤エマ、まりゑ、万里紗、皆本麻帆とともに「女優倶楽部」を結成し、動画配信やイベント活動に勤しんでいる。

## 出演

### テレビドラマ
- 森村誠一の棟居刑事シリーズ（2010年、テレビ朝日）
- シューシャインボーイ（監督・石橋冠、2010年3月24日、テレビ東京）
- 相棒 Season14（2016年、テレビ朝日） - 宮沢彩花 役

### 舞台
- シアタークリエオープニングアクト「青猫物語」（作：マキノノゾミ/演出：山田和也、2008年）
- 流山児★事務所「ユーリンタウン」（演出：流山児祥、2009年） - ヒロイン・ホープ 役
- 「パイレートクイーン」（演出：山田和也、2009年）
- 「桜の園」（演出：千葉哲也、2010年）
- 「愛と嘘っぱち」（演出：流山児祥、2010年）
- 「アメリカン・ラプソディ」（作：斎藤憐/演出：佐藤信、2010年）
- 流山児★事務所「ユーリンタウン」（脚本・詞：グレッグ・コティス/演出：流山児祥、2011年、座・高円寺1） - ヒロイン・ホープ 役
- Clione Compilation Reading II「Rainmen in Noel　雨男たちのクリスマス〜"リコ"という名の天使〜」（作・演出：本田誠人、2011年）
- ・ピアノと物語「アメリカン・ラプソディ」（作：斎藤憐/演出：佐藤信、2011年、座・高円寺1）
- 「ジキル&ハイド」（上演台本・詞：高平哲郎/演出：山田和也、2012年、日生劇場）
- 流山児★事務所 テラヤマ見世物ミュージカル「地球空洞説」（構成・脚色・演出：天野天街・村井雄・流山児祥、2012年、豊島公会堂）
- ピアノと物語「アメリカン・ラプソディ」（2012年、座・高円寺1）
- 「メリリー・ウィー・ロール・アロング〜それでも僕らは前へ進む〜」（演出・振付：宮本亜門、2013年、銀河劇場）
- ミュージカル「The View Upstairs-君と見た、あの日-」（演出・翻訳・訳詞・振り付け：市川洋二郎、2022年、日本青年館ホール） - ヘンリ 役[3]
- 音楽劇『不思議な国のエロス』〜アリストパネス「女の平和」より〜（作：寺山修司/演出：稲葉賀恵、2024年、新国立劇場 小劇場）[4]

### CM
- イオン　ゴールデンスマイルズ なつ旅キャンペーン篇（2013年、D：岡田文章）

### その他
- 「2OUT LIVE vol.1」（関谷春子(vo.)/村井一帆(pf.)、2012年、恵比寿アートカフェフレンズ）
- 「2OUT LIVE vol.2」（関谷春子(vo.)/村井一帆(pf.)、2013年、渋谷クラシックス）